# Treasury Select Committee
De Treasury Select Committee (voluit House of Commons Treasury Committee, afgekort TSC) is een parlementaire commissie van het House of Commons. Zij houdt toezicht op de werkzaamheden van de HM Treasury (het Britse Ministerie van Financiën) en verwante bestuursorganen, zoals de Bank of England en de Royal Mint. De commissie was van 1979 tot 1995 actief onder de naam Treasury and Civil Service Committee. In 2002 werd zij door het House of Commons weer opgericht.

## Samenstelling
De commissie bestaat uit maximaal elf leden, die door de Committee of Selection worden aangesteld. De volgende parlementariërs maken deel uit van de huidige commissie:
- Andrew Tyrie
- Michael Fallon
- Mark Garnier
- Stewart Hosie
- Andrea Leadsom

- Pat McFadden
- Andy Love
- John Mann
- George Mudie

- Jesse Norman
- Teresa Pearce
- David Ruffley
- John Thurso